# Lampi di passione
Lampi di passione, (Rings of Passion), è un film pornografico statunitense del 1973, diretto da Bob Chinn e Gail Palmer e con protagonista John Holmes, nei panni del detective Johnnie Wadd, il suo personaggio più celebre. La pellicola può essere considerata una delle poche del genere ad avere una trama elaborata, com'era nello stile dei primi anni 1970.

## Produzione
Con pochi attori conosciuti, ha un numeroso cast femminile. Girato con uno scarso budget, il produttore Willie Creps optò per lo stile d'abbigliamento hippie in alcune scene.

## Distribuzione
Uscito negli Stati Uniti nel settembre del 1973, il film ebbe un enorme successo di pubblico e gli spettatori apprezzarono l'erotismo molto realista del film. Venne così inaugurato un filone denominato porno-poliziesco, che verrà prodotto fino agli inizi degli anni 1980.

## Curiosità
Per la prima volta un film pornografico ha una colonna sonora molto curata. Tra i vari brani presenti nel film vanno ricordati Ob-La-Di, Ob-La-Da, Hey Jude e Penny Lane dei Beatles.